# 켄징턴 가든스

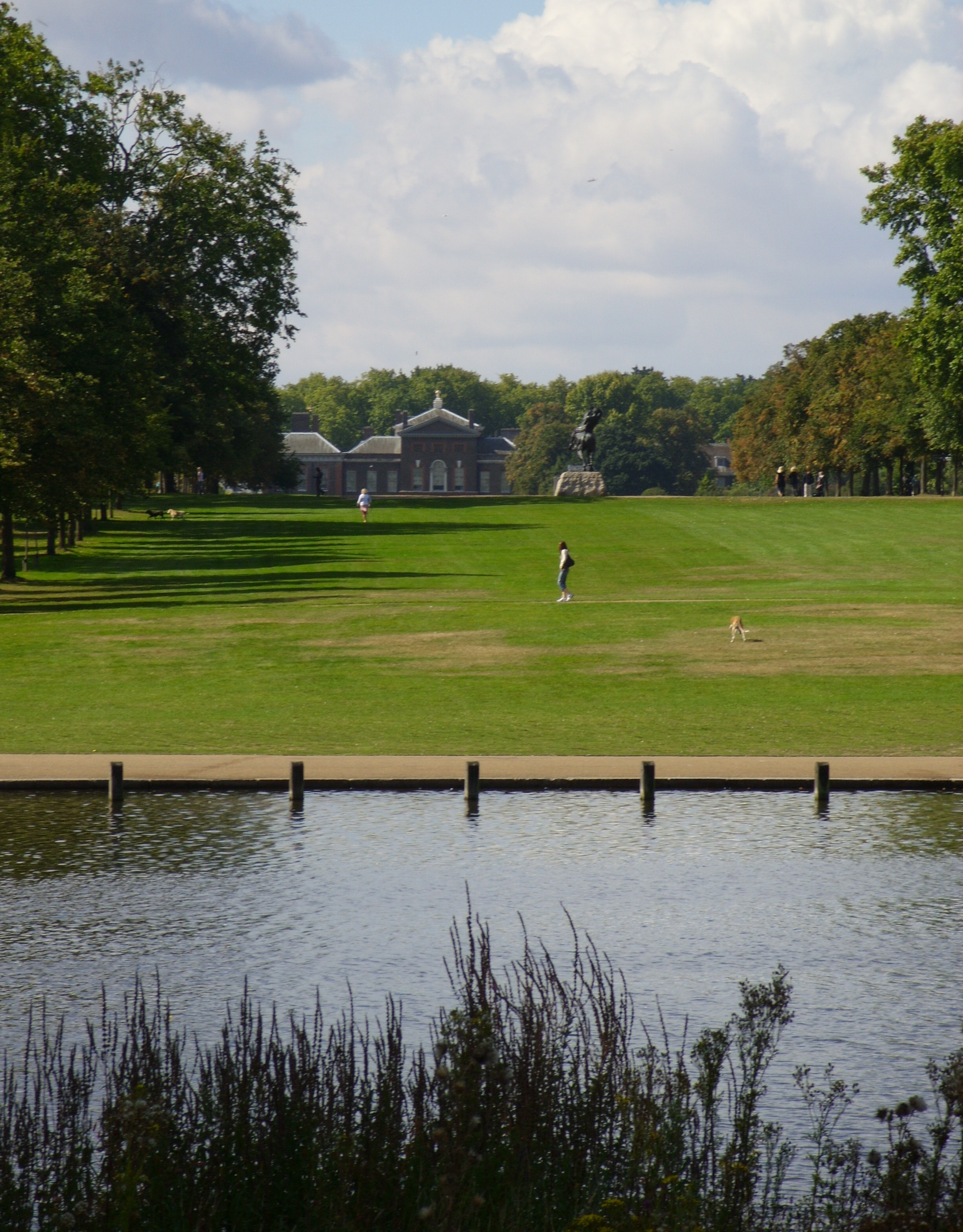
켄징턴 가든스

켄징턴 가든스(영어: Kensington Gardens)는 영국 런던에 위치한 왕립 공원이다.